# Miniature Tigers
Miniature Tigers är ett amerikanskt indiepopband ursprungligen från Phoenix i Arizona, men numera stationerade i Brooklyn, New York.
Bandet består av frontmannen, låtskrivaren och gitarristen Charlie Brand, Rick Shaier på keyboard och sång, Algernon Quashie på gitarr samt Brandon Lee på bas.
Efter debuten 2006 har gruppen sakta men säkert etablerat sig på den amerikanska indiescenen, även om ett internationellt genombrott låtit vänta på sig.
Bandets sound präglas av Charlie Brands veka och pojkaktiga stämma vävd kring enkla, men likväl eleganta och melodiösa låtar, i vilka det kan spåras influenser från The Beach Boys, The Beatles, synthpop och nyare band som Weezer och Fountains of Wayne.

## Diskografi
- Octopus EP, 2006
- White Magic EP, 2008
- Black Magic EP, 2008
- Tell It to the Volcano, 2008
- Fortress, 2010
- Mia Pharaoh, 2012
- Cruel Runnings, 2014
- I Dreamt I Was A Cowboy, 2016